# Ben Roethlisberger
Benjamin Todd "Ben" Roethlisberger (Lima, Ohio, 2 de março de 1982) é um jogador estadunidense aposentado de futebol americano, que atuava como quarterback pelo Pittsburgh Steelers na National Football League (NFL).
Em seus dezoito anos de carreira na NFL ele ajudou sua equipe a conquistar dois títulos do Super Bowl (nas temporadas de 2005 e 2008) e foi o calouro do ano em 2004. Roethlisberger jogou na Universidade de Miami (Ohio) e por lá conseguiu grandes feitos, como um passe de sessenta jardas que foi direto para a end zone. Escolhido pelos Steelers em um recrutamento repleto de quarterbacks, era considerado o com maior mobilidade, mas, defendendo uma faculdade sem muita tradição e depois de um fraco treinamento de apresentação no início de 2004, ele foi o terceiro da posição naquele recrutamento, atrás de Philip Rivers e Eli Manning.
Foi considerado um dos melhores quarterbacks da liga no seu tempo. Em dezembro de 2009, ele tornou-se o primeiro quarterback na história da NFL a acumular mais de quinhentas jardas em um jogo sem nenhuma interceptação e com no mínimo três touchdowns. Nessa atuação, contra o Green Bay Packers, ele acumulou 503 jardas, estabelecendo o novo recorde da história do clube. Em 2014, Big Ben quebrou este recorde, tornando-se também o primeiro jogador a lançar para mais de quinhentas jardas em duas partidas. Ben ampliou ainda mais este recorde na temporada de 2017, durante o Sunday Night Football jogado contra os rivais Baltimore Ravens na semana 14, quando completou 44 de 66 passes para um total de 506 jardas e dois touchdowns, que culminou numa vitória por 39 a 38.
Roethlisberger foi considerado um dos melhores passadores do seu tempo na NFL. Na época de sua aposentadoria, era o sétimo jogador da NFL em total de jardas aéreas e o décimo-segundo em rating (94,3) e percentual de acerto de passes (64,4%) entre os quarterbacks que tiveram pelo menos 1 500 passes tentados na carreira. Ele também tinha o quarto maior percentual de vitórias na carreira (71%) entre os QBs que foram titulares em pelo menos 100 partidas. Ele é um dos seis quarterbacks na história da NFL a vencer os 31 dos 32 times da liga.
No início da sua carrera, foi conhecido como um quarterback móvel, capaz de passar a bola fora do pocket no que ele chamava de "backyard football". Roethlisberger cresceu adminirando John Elway e durante sua carreira foi comparado a ele, utilizando a camisa #7 dele em sua honra.
Aposentou-se em janeiro de 2022, após dezoito temporadas como titular dos Steelers.